# Oxyrhynchos

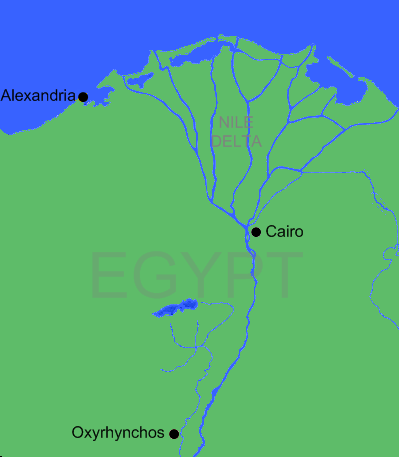
Zeměpisná poloha Oxyrhynchu

Oxyrhynchos či Oxyrhynchus (řecky Ὀξύρρυγχος; egyptsky Permedžed; koptsky Pemdje; dnes el-Bahnasa) je město v Horním Egyptě, zhruba 200 km na jihojihozápad od Káhiry. Město leží na západním břehu Bahr Júsufu, uměle vytvořeného ramene Nilu. Oxyrhynchos byl kdysi metropolí 19. hornoegyptského kraje. Archeologické výzkumy zde odhalily množství rukopisů z ptolemaiovského a římského období. Mezi tyto nalezené texty patří Menandrovy hry či Tomášovo evangelium.
Místním božstvem byla ryba Oxyrhynchos, která podle mýtu sežrala Úsirův pohlavní úd poté, co ho zavraždil a rozsekal na kusy jeho bratr Sutech.